# EGNOS

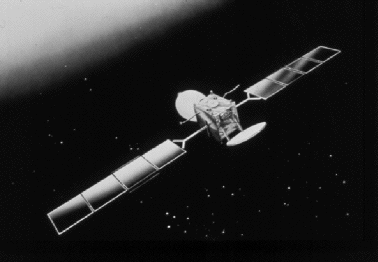
Satélite Inmarsat-3.

El sistema EGNOS (European Geostationary Navigation Overlay Service) es un Sistema de Aumentación Basado en Satélites desarrollado por la Agencia Espacial Europea (ESA) y Eurocontrol, en nombre de la Comisión Europea, y que está operado por la Agencia de la Unión Europea para el Programa Espacial (EUSPA). Está ideado como un complemento para el sistema Galileo europeo, pero asiste también al GPS estadounidense y al GLONASS ruso. Proporciona una mayor precisión y seguridad en las señales, permitiendo una precisión inferior a dos metros.
Consiste en una red de tres satélites geoestacionarios y en una red de estaciones terrestres encargadas de monitorizar los errores en las señales de los GNSS mencionados y actualizar los mensajes de corrección enviados por EGNOS.
El sistema empezó a emitir de forma operacional (initial operation phase) en julio de 2005 mostrando unas prestaciones excelentes en términos de precisión y disponibilidad. El inicio oficial de operaciones fue anunciado por la Comisión Europea para el 1 de octubre de 2009. El sistema debería ser cualificado para su uso en aplicaciones de seguridad (safety of life) en el año 2010 por la Agencia de supervisión GNSS (GNSS Supervisory Agency).
El sistema EGNOS es completamente compatible con el sistema de Estados Unidos llamado WAAS, operativo desde el año 2003. También existe otro igual en Japón llamado MSAS, que debería empezar a operar en el año 2007, y la Agencia India de Investigación Espacial (ISRO) está actualmente desarrollando el sistema GAGAN.

## Elementos del sistema EGNOS

Sector terrestre de EGNOS.

El sistema EGNOS está compuesto por 40 Estaciones de Referencia y de Supervisión de Integridad (RIMS) desplegadas para supervisar los satélites de las constelaciones GNSS. Cada satélite tiene que ser supervisado por múltiples RIMS antes de que se generen las correcciones y los mensajes de integridad. 
Existen cuatro Centros de Control de Misión (MCC), que procesan los datos de las RIMS para generar las correcciones WAD (Wide Aérea Differential) y mensajes de integridad para cada satélite. Solo uno de estos MCCs está activo y operacional, los otros MCCs permanecen como "reserva caliente" que pueden activarse si ocurre algún problema.
Las Estaciones Terrestres de Navegación (Navigation Land Earth Stations, NLES) transmiten los mensajes de corrección e integridad desde el MCC a los satélites geoestacionarios, encargados de radiar finalmente la señal SBAS a los usuarios finales. El sistema desplegará dos NLES (una principal y una de reserva), y una tercera NLES con fines de pruebas y validación. 
El segmento espacial de EGNOS está compuesto por tres satélites geoestacionarios con cobertura global terrestre: dos satélites Inmarsat-3 (AOR-E e IOR), así como el satélite ESA Artemis. Los usuarios EGNOS pueden rastrear dos satélites geoestacionarios por lo menos.